# Al-Latifijja
Al-Latifijja (arab. اللطيفية) – miasto w środkowo-południowym Iraku w muhafazie Babilon; kilkadziesiąt kilometrów od Bagdadu, stolicy państwa. Zamieszkane przez ponad 7500 mieszkańców.
7 maja 2004 roku zginęli tam reporter wojenny Waldemar Milewicz i montażysta Mounir Bouamrane.